# Sälgsjön
Sälgsjön – miejscowość (tätort) w Szwecji, w regionie administracyjnym (län) Gävleborg, w gminie Gävle.
Według danych Szwedzkiego Urzędu Statystycznego liczba ludności wyniosła: 214 (31 grudnia 2015), 210 (31 grudnia 2018) i 217 (31 grudnia 2019).